# پدرو (بازیکن فوتبال، زاده ۱۹۸۴)
پدرو (انگلیسی: Pedro؛ زادهٔ ۱۰ مارس ۱۹۸۴) بازیکن فوتبال اهل اسپانیا است.
از باشگاه‌هایی که در آن بازی کرده‌است می‌توان به باشگاه فوتبال رویال شارلوا، باشگاه فوتبال اسپورتینگ خیخون، باشگاه فوتبال آلباسته بالومپیه، و باشگاه فوتبال اوکلند سیتی اشاره کرد.